# Црква Светог Николе у Голупцу
Црква Светог Николе у Голупцу је подигнута oко 1840. године на месту старије цркве брвнаре из 18. века. Црква припада Епархији браничевској Српске православне цркве и представља непокретно културно добро као споменик културе.

## Изглед цркве
Црква посвећена Светом Николи у Голупцу је у основи једнобродна грађевина, са олтарском апсидом на истоку, мањим бочним певничким апсидама и звоником на западу. Просторно је подељена на једноделни олтарски простор, наос са плитким полукружним певничким просторима и припратом над којом је изведен звоник. Декорација фасада је изузедно скромна и сведена на профилацију кровног венца, пиластре постављене као угаона ојачања, једноставну обраду прозорских отвора и портала.
Током осамдесетих година 20. века претрпела је измене, доградњом припрате са звоником. Живопис и иконе на олтарској прегради су новијег датума.
Црква поседује вредне примере икона, богослужбених књига и сасуда, као и комада црквеног мобилијара. Од њих се нарочито издвајају иконе са старог иконостаса које је осликао Андрија Дијак 1847. године.